# 니컬러스 힐리어드
니컬러스 힐리어드(Nicholas Hilliard; 1547년 경 ~ 1619년 1월 7일)는 영국의 금세공인이자 초상화가로 엘리자베스 1세와 제임스 1세의 궁중 구성원들을 묘사한 세밀 초상화로 유명하다.
힐리어드는 조그마한 타원형의 세밀화들을 그렸으나, 10인치 정도 높이의 큰 진열용 세밀화cabinet miniature 몇 점과 엘리자베스 여왕의 유명한 반신 화판panel 초상화 두 점을 그리기도 했다. 힐리어드는 예술가로서 지속적으로 성공을 맛보았으나, 45년간 계속된 금전적 문제 역시 안고있었다. 그의 작품들은 16세기 후반 다른 유럽 국가들과는 매우 다른 면모의 엘리자베스 시대 영국의 초상을 여전히 보여주고 있다.
유럽적 기준에서 볼 때 힐리어드는 꽤나 보수적이었지만 그의 작품들은 훌륭했으며, “엘리자베스 시대의 주요 예술가로, 셰익스피어 초기 희곡의 세계를 작품속에 은은한 소우주로 담고있는 유일한 영국 화가”로 그의 계속되는 명성을 확고히 만든 신선함과 매력을 간직하고 있었다.

## 어린 시절과 가계
니컬러스 힐리어드는 1547년 액시터에서 태어났다. 그는 데본주 엑시터 출신의 독실한 신교도 금세공인 리처드 힐리어드 (1519-1594; Hellyer라는 표기도 쓰였음)의 아들로 태어났다. 아버지 리처드는 런던시 금세공인이던 존 월의 딸 로렌스와 결혼하여 1568년 액시터 주장관Sheriff가 된다. 니컬러스는 사형제 중 장남이었다. 형제들 가운데 두 명은 금세공인이 되었고, 나머지 한 명은 성직자가 되었다. 힐리어드는 아메리카 뉴 헤이븐 식민지의 공동설립자인 티어필러스 이튼 (1590-1657)의 첫번째 아내, 그레이스 힐러(힐리어)와 아마 친척이었을 것이다.